# 超音速

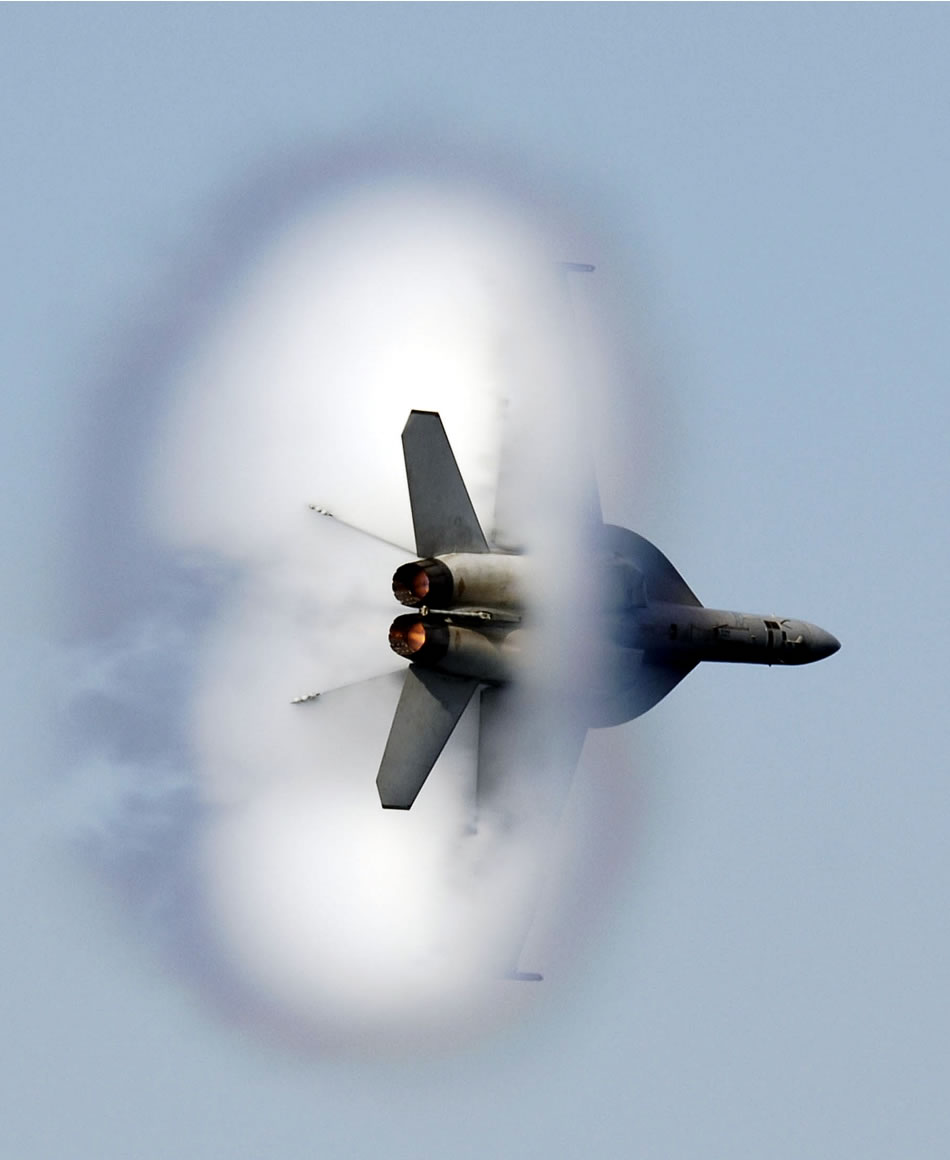
美國海軍F/A-18E/F黃蜂式戰鬥攻擊機進行跨音速飛行。

超音速（英語：supersonic）是指超過環境中音速的速度。在海平面高度，氣溫攝氏20 °C（68 °F）空氣中，音速大約是343米／秒（約等於1,125呎／秒、768英里／小時或1,235千米／小時）。
音速，基本單位定義為1馬赫（Mach），因此，超音速常以音速倍數——馬赫數為量度單位。
物體只有一些部份（例如轉子葉片的末梢）其周遭空氣是超過音速的情形稱為穿音速（英語：transonic）；出現這種情況，常見的物體速度值是介於0.8馬赫與1.2馬赫之間。單位換算，如Mach 1（761 mph；1,225 km/h）。
聲音是在彈性介質中行進的振動（壓力波）。在氣體中，聲波是一種縱波，以不同速度行進，其中最相關的影響因素是氣體的分子量與溫度（氣體壓力影響較小）。既然氣體溫度與組成隨著海拔改變甚鉅，飛行器的馬赫數可以在空速未有改變下有所變動。在室溫的水中，速度超過1,440 m/s（4,700 ft/s）可被視為超音速。在固體中，聲波可以是縱波或橫波，而且傳播速度更快。
另外，如果觀察者以超音速去追過去發出的聲音，會發生聲音倒帶的現象。

## 超音速物體
許多現代戰鬥機可以做超音速飛行，但協和式客機（Concorde）以及圖波列夫系列（Tupolev）Tu-144是僅有的超音速客機。自從2003年11月26日協和號退役前的最後一次飛行之後，就不再有任何載客飛行。一些大型轟炸機，譬如圖波列夫系列的Tu-160與羅克韋爾國際公司／波音的B-1B也可做超音速飛行。F-22及颱風戰鬥機（EF-2000）是戰機中可以較長時間維持超音速飛行而不需用到後燃器的佼佼者。美國的SR-71黑鸟式侦察机機最高的速度可達到3.3馬赫。多国实验中的高超音速飞行器，如美國的X-43試驗機，X-51乘波者試驗機與中國的WU-14高超音速飞行器。

## 外部連結
- "Can We Ever Fly Faster Speed of Sound", October 1944, Popular Science （页面存档备份，存于） one of the earliest articles on shock waves and flying the speed of sound
- "Britain Goes Supersonic", January 1946, Popular Science （页面存档备份，存于） 1946 article trying to explain supersonic flight to the general public
- MathPages - The Speed of Sound （页面存档备份，存于）
- Sound （页面存档备份，存于）
- Supersonic sound pressure levels（页面存档备份，存于）